# Драготин
Драготин (понякога Дервишбейов чифлик, на гръцки: Προμαχώνας, Промахонас, катаревуса: Προμαχών, Промахон, до 1927 година Δραγοτίν, Драготин) е село в Гърция, дем Синтика на област Централна Македония с 184 жители (2021).

## География
Драготин е разположено в Санданско-Петричката котловина на 32 километра северно от град Сяр (Серес) и на 16 километра северно от Валовища (Сидирокастро) в северното подножие на Сенгелската планина (Ангистро или Цингели) на границата с България. Западно от селото тече река Струма, която на юг от него навлиза в Рупелския пролом. До селото е граничният контролно-пропускателен пункт Кулата-Промахон.

## История

### Древност
Драготин е старо село. На 3,5 километра северозападно от селото в местността Кременица от двете страни на българо-гръцка граница е разкрито къснонеолитното селище Промахон-Тополница.
Според Константин Иречек името напомня „Драгота войвода, който през 1246 година предал на императора Ватацеса гр. Серес“. С името Драгота свързва етимологията на селото и българският учен Йордан Н. Иванов. „Българският етимологичен речник“ свързва етимологията на името с прилагателното драг.

### В Османската империя
В края на XIX век Драготин е малко българско чифлишко село, спадащо към Демирхисарската каза на Серски санджак. В „Етнография на вилаетите Адрианопол, Монастир и Салоника“, издадена в Константинопол в 1878 година и отразяваща статистиката на населението от 1873 Драготин (Dragotine) е посочено като село с 60 домакинства с 200 жители българи. Според статистиката на Васил Кънчов („Македония. Етнография и статистика“) в 1900 година в Драготин живеят 110 българи.
Всички жители на селото са под върховенството на Българската екзархия. По данни на секретаря на екзархията Димитър Мишев („La Macédoine et sa Population Chrétienne“) в 1905 година в Драготин има 200 българи екзархисти.
При избухването на Балканската война в 1912 година един човек от Драготин е доброволец в Македоно-одринското опълчение.

### В Гърция
През Балканската война селото е освободено от Седма пехотна рилска дивизия на българската армия, но след Междусъюзническата война от 1913 година остава в пределите на Гърция. Българското население на Драготин се изселва и на негово място през 20-те години са заселени гърци бежанци от Турция след Малоазийската Катастрофа. В околностите на селото е имало още две села – Капнотопос и Рупел. Според преброяването от 1928 година Драготин е изцяло бежанско село с 18 бежански семейства и 70 души (според други данни – 463).
Преди Втората световна война населението достига 1528 души, но при обявяването на войната между Гърция и Италия селото и близките две села са евакуирани. След изгонването на германците и по време на Гражданската война те са били изселени (другите две села изцяло) и в селото са останали 245 души. Според националното преброяване от 1961 г. селото е имало 416 жители.
В 1927 година е прекръстено на Промахон, в превод бойница.
| Име           | Име            | Ново име      | Ново име      | Описание |
| ------------- | -------------- | ------------- | ------------- | --- |
| Зандантьо     | Ζιντανί        | Мавротопос    | Μαυρότοπος    | следи от постройка с дебели железни вериги, висящи от стените Ю от Рупел; според преданието е стара крепост-зандан                                                                     |
| Чона или Чоно | Τσόνα          | Ангати        | Άγκάθι        | западен клон на Сенгелската планина, чиито разклонения се спускат над Струма (520 m); членувано от изчезналото чон, чонка, „човка“ във връзка с острите зъбери или по личното име Чоно |
| Арнаут        | Άρναούτ        | Арванити Рема | Αρβανίτη Ρέμα | река |
| Каракитук     | Καρακιτοκ      | Маврокорфи    | Μαυροκορφή    | ниви и възвишение (587 m) в Сенгелската планина И от Рупел |
| Ушите         | Ούσίτα         | Апортитон     | Άπόρθητον     | два чукара в Сенгелската планина Ю от Драготин над Рупелския пролом (247 m), между които минава пътят за Караташ; името е във връзка със земните форми                                 |
| Рупел         | Όχυρόν Ρούμπελ | Охирон Рупел  | Όχυρον Ρούπελ | укрепление край изоставеното село Рупел |
| Тепелар       | Τεπελάρ        | Корифи        | Κορυφή        | връх в Сенгелската планина ЮИ от Рупел (887,7 m) |
| Ескидже       | Έσκιτζή        | Халасмата     | Χαλάσματα     | бивше село И от Драготин |

## Личности
Родени в Драготин
- Атанас Георгиев (1885 – ?), македоно-одрински опълченец, четата на Георги Занков, Четвърта рота на Четвърта битолска дружина, носител на орден „За храброст“ IV степен[19]
- Георги Велев Тасев (1866 - след 1943), български революционер, местен ръководител на ВМОРО